# Inter-Entity Boundary Line

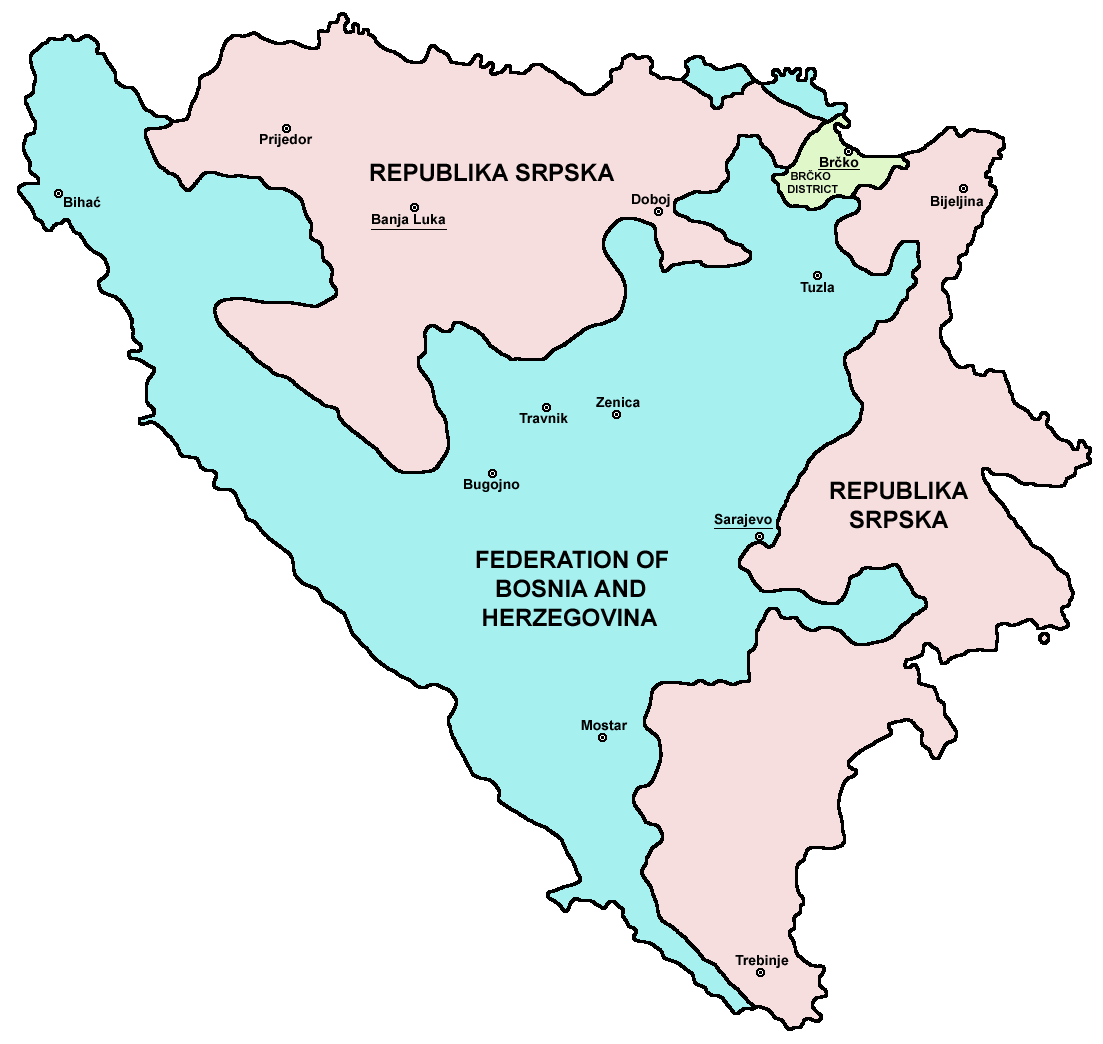
Een kaart van Bosnië en Herzegovina met de IEBL

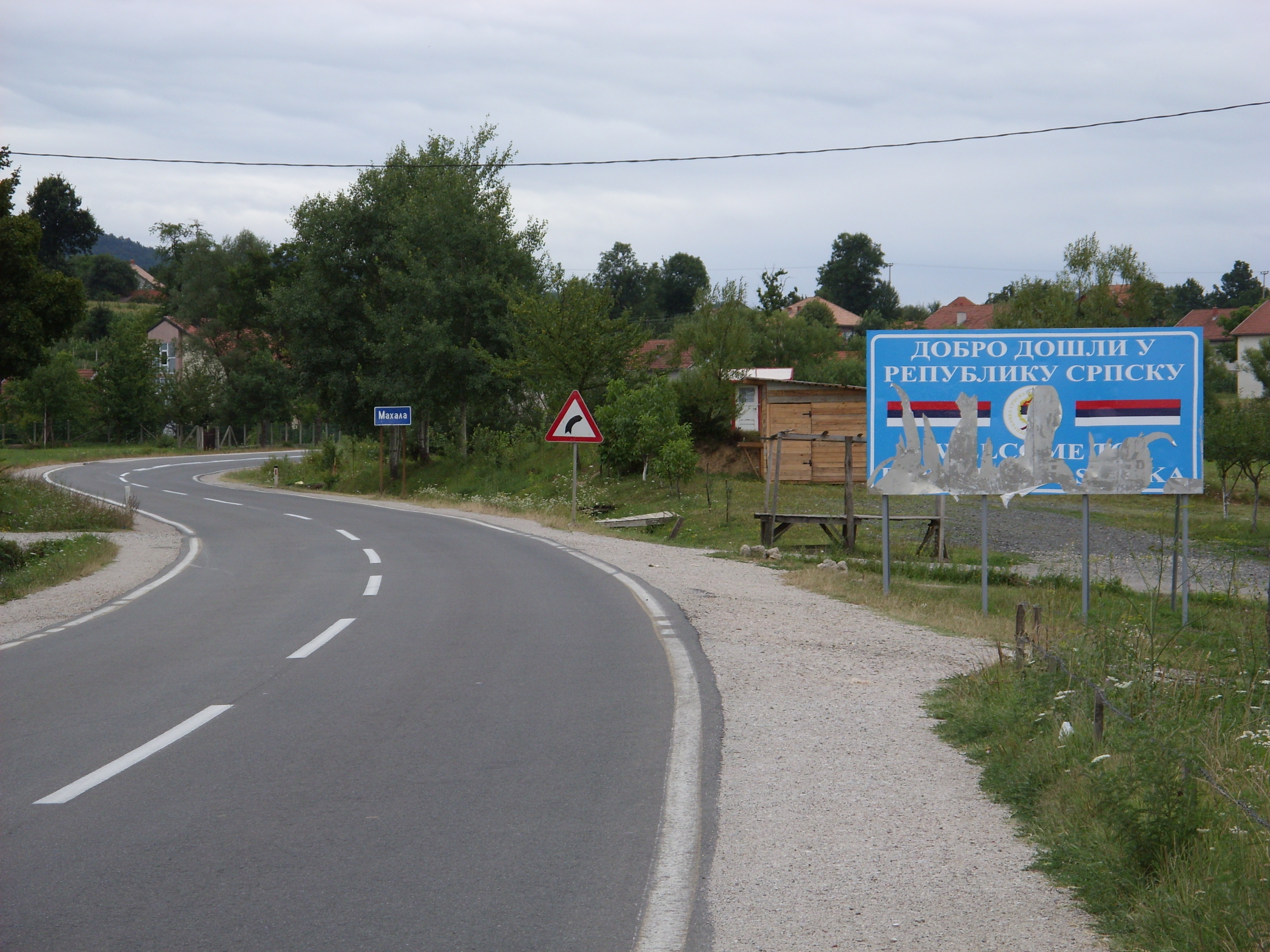
de Inter-Entity Boundary Line bij Mahala

De Inter-Entity Boundary Line (IEBL) is een demarcatielijn die Bosnië en Herzegovina in twee entiteiten scheidt: de Servische Republiek en de Federatie van Bosnië en Herzegovina. De IEBL is 1.080 kilometer lang.
De IEBL volgt grotendeels de frontlijn zoals die aan het einde van de Bosnische Burgeroorlog bestond, met een aantal aanpassingen in en rond Sarajevo en in de Bosanska Krajina die in het Verdrag van Dayton zijn vastgelegd. Het was de eerste gelegenheid waarbij driedimensionale en digitale cartografie werden toegepast om grenzen te bepalen en vast te leggen in een verdrag.
Aanvankelijk was het doel van de IEBL om de strijdende partijen direct van elkaar te scheiden en om aan weerszijden van de lijn een gedemilitariseerde zone te creëren. Een aantal gemeenten werd door de IEBL in tweeën gedeeld. Tegenwoordig is er geen controle meer langs de IEBL.